# Nokia 8310
Nokia 8310 – telefon komórkowy produkowany przez firmę Nokia. Obsługuje przesyłanie danych przez podczerwień (IrDA), transmisję danych w technologii GPRS i radio FM. Ponadto, Nokia 8310 jest zgodna z wymiennymi obudowami Xpress-On. 
W zestawie, wraz z telefonem, dostarczane są: zestaw słuchawkowy, ładowarka, instrukcja obsługi i płyta CD-ROM z oprogramowaniem.
Monochromatyczny wyświetlacz urządzenia jest podświetlany na niebiesko, a jego wygaszenie następuje stopniowo. Z prawej strony telefonu umieszczono dwa przyciski, służące do regulacji głośności, a na górze – przycisk wyłącznika, pozwalający również na szybką zmianę profilu, w którym pracuje telefon. 
Deklarowany przez producenta czas pracy w trybie standby wynosi 100–350 godzin, natomiast maksymalny czas jednej rozmowy telefonicznej – 130 minut.
Książka telefoniczna Nokii 8310 mieści do 500 pozycji, z których nie więcej niż 10 można przypisać do wybierania głosowego. Każda z nich składa się maksymalnie z 5 numerów telefonu (przypisanych do kategorii: ogólny, domowy, służbowy, komórkowy, fax) i 4 pól tekstowych (adres e-mail, adres www, adres pocztowy, inne). Kontakty można umieścić w jednej z 5 grup, posiadających własny dzwonek połączenia.
Pamięć wewnętrzna telefonu jest wystarczająca do zapisania 150 wiadomości SMS, które można przechowywać w folderach. Są foldery standardowe (skrzynka odbiorcza, nadawcza, archiwum) oraz utworzone przez użytkownika. Nokia 8310 posiada w pamięci 10 gotowych szablonów najczęściej wykorzystywanych wiadomości, które można edytować.
Nokia 8310 jest pierwszym telefonem tego producenta wyposażonym funkcję transmisji danych GPRS.